# Dimitri Faddeev
Dimitri Constantinovitch Faddeev (russe : Дми́трий Константи́нович Фадде́ев ; API : [ˈdmʲitrʲɪj kənstɐnʲˈtʲinəvʲɪtɕ fɐˈdʲe(j)ɪf]), né le 30 juin 1907 et mort le 20 octobre 1989, est un mathématicien soviétique.

## Biographie
Faddeev naît le 30 juin 1907 à environ deux cents kilomètres au sud-ouest de Moscou, dans la propriété de son père. Son père Konstantin Tikhonovich Faddeev était ingénieur tandis que sa mère était médecin. Amatrice de musique, elle passe son goût à son fils, qui devient un bon pianiste.
En 1928, il termine ses études à l'université d'État de Petrograd, comme on l'appelle alors. Parmi ses professeurs figurent Ivan Vinogradov et Boris Delaunay. En 1930, il épouse la mathématicienne Vera Nicolaevna Zamyatina qui, en 1934, donne naissance au futur physicien Ludvig Dmitrievich Faddeev.

## Contributions
Faddeev et sa femme écrivent ensemble Méthodes numériques en algèbre linéaire en 1960, livre qui connaît une édition augmentée en 1963. Par exemple, ils y développent une idée d'Urbain Le Verrier pour produire un algorithme pour calculer la résolvante {\displaystyle (A-sI)^{-1}} d'une matrice donnée A. Par itération, la méthode calcule la comatrice et le polynôme caractéristique de A.
Faddeev attache une grande importance à l'enseignement des mathématiques et il est conscient de la nécessité de proposer des listes d'exercices de difficulté graduée. Avec Iliya Samuilovich Sominskii, il écrit le recueil Problèmes d'algèbre supérieure.
Il est l'un des fondateurs des Olympiades mathématiques russes (en). Il est également l'un des fondateurs du lycée de physique et de mathématiques qui portera plus tard son nom.